# Chott el Fedjadj
Das Chott el Fedjadj (auch Chott el Fejej und  Schott Fedjedj; arabisch شط الفجاج, DMG Šaṭṭ al-Fiǧāǧ) ist ein Sedimentbecken innerhalb einer Depression mit Salzsee im Süden Tunesiens.

## Geografie
Zusammen mit seiner Fortsetzung im Westen, Chott el Djerid, und dem noch weiter westlich liegenden Chott el Gharsa hat die Depression eine Fläche von 7.700 km² und eine West-Ost-Ausdehnung von ca. 200 km von der algerischen Grenze bis fast zum Mittelmeer. Die größte Breite der Region liegt bei etwa 70 Kilometern. Damit handelt es sich um das größte Salzseengebiet der Sahara.
In der Antike wurde das Gebiet Tritonsee (Tritonis Lacus bzw. Tritonis Palus) nach dem Fluss Triton, der See bzw. Sumpf speiste, später auch Salinarum Lacus („Salzsee“) genannt. Die geografische Zuordnung ist allerdings nicht ganz sicher.
Die Oberflächen des Chott el Fedjadj liegen bei 25 m; der See ist (in West-Ost-Richtung) 110 km lang, wird aber nie breiter als 32 km. Am östlichen Ende, bei der Stadt El Hamma, ist das Mittelmeer nur 21 km entfernt. Das im Westen gelegene Chott el Gharsa befindet sich unter dem Meeresspiegel. Die sich nach Algerien hinein erstreckende Depression vertieft sich in westlicher Richtung und senkt sich im dortigen Chott Melghir auf −26 m ab.
Aufgrund der extremen klimatischen Bedingungen (Jahresniederschlag 100 mm, Höchsttemperaturen bis 50 °C) verdunstet das Wasser und die Salze kristallisieren zu einer trockenen Kruste, unter der sich tiefer Schlick befindet. Im Sommer trocknet das Chott fast völlig aus und wird zu einer Salztonebene.
Nach Regenfällen im Winter und Frühjahr werden große Teile des Chotts überflutet oder verschlammt. Vor allem im Sommer treten bei hochstehender Sonne Luftspiegelungen (Fata Morganas) auf.
Südlich des Salzsees befindet sich das Oasengebiet Nefzaoua mit den Hauptorten Kebili und Douz. 
In Nord-Süd-Richtung wird der Salzsee von der Straße RR 103 bzw. C 103 durchquert.
Ende des 19. Jahrhunderts gab es Pläne, das Chott el Fedjadj und das Chott el Djerid durch einen Kanal mit dem Meer zu verbinden und somit einen riesigen See zu erzeugen. Der Plan scheiterte jedoch, weil sich herausstellte, dass die Oberfläche des Chott über dem Meeresspiegel liegt.